# 阔片假毛蕨
阔片假毛蕨（学名：Pseudocyclosorus latilobus）为金星蕨科假毛蕨属下的一个种。

## 扩展阅读
- 維基物種上的相關：阔片假毛蕨